# Bahnhof Bad Staffelstein
Der Bahnhof Bad Staffelstein (bis 2001 Bahnhof Staffelstein) ist ein Personenbahnhof im oberfränkischen Bad Staffelstein. Er ist ein Durchgangsbahnhof an der Bahnstrecke Bamberg–Hof mit drei Bahnsteiggleisen, wobei Gleis 3 nicht vom planmäßigen Personenverkehr genutzt wird.

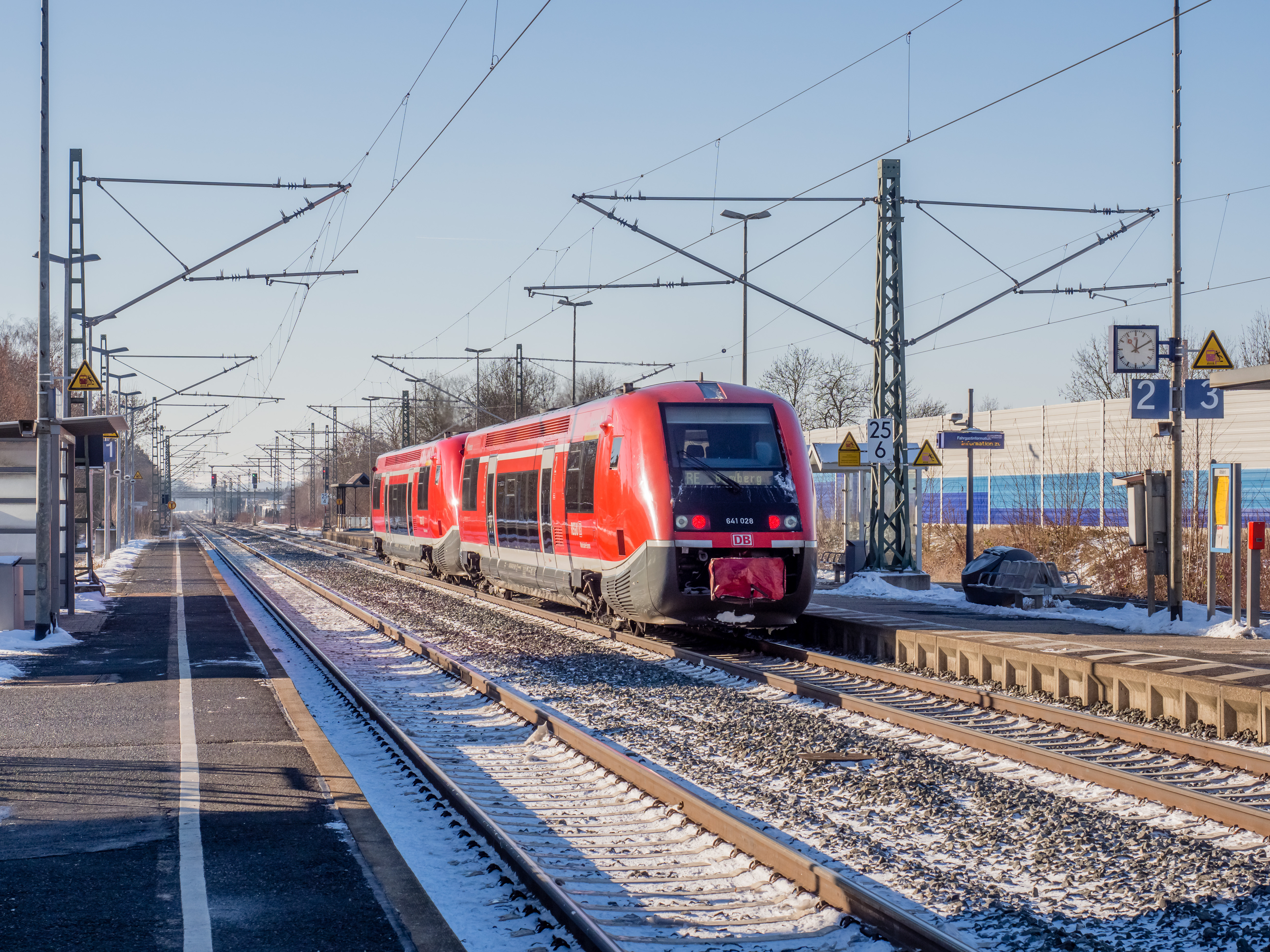
Triebzug der Baureihe 641 als RE nach Bamberg

Pro Tag werden rund 1550 Fahrgäste gezählt.

## Lage
Der Bahnhof liegt im Norden der Stadt, die südlich gelegene Innenstadt ist zu Fuß in etwa zehn, die Obermain Therme in etwa drei, der Kurpark in etwa sieben Minuten erreichbar.

## Geschichte
Der Bahnhof wurde mit der der Eröffnung der Ludwig-Süd-Nord-Bahn auf dem Abschnitt Bamberg–Lichtenfels am 15. Februar 1846 in Betrieb genommen. Die Strecke erhielt 1891 ein zweites Gleis. Die Elektrifizierung der Strecke und des Bahnhofs erfolgte am 10. Mai 1939.

### Empfangsgebäude
Das Empfangsgebäude wurde 1845–1846 nach Plänen von Friedrich Bürklein östlich der Bahnstrecke im antik-römischen Stil an der Stadtseite errichtet. Der Sandsteinquaderbau besteht aus einem zweigeschossigen Mitteltrakt mit einem Satteldach zwischen eingeschossigen Flügelbauten mit Halbwalmdächern. Die Fenster und Türen sind in Rundbogenform ausgeführt. Die Fassade verzieren Rosetten an den Giebelspitzen. Das Gebäude hatte ursprünglich offene Arkaden, die später geschlossen wurden. Es steht als Baudenkmal in der Bayerischen Denkmalliste.

### Barrierefreier Ausbau
Im September 2022 wurde ein barrierefreier Ausbau des Bahnhofs ausgeschrieben. Der rund 13 Millionen Euro teure Umbau wurde Ende 2024 fertiggestellt. Am 2. Juni 2025 folgte die feierliche Einweihung. Weitere Arbeiten standen dabei noch aus.

## Verkehrsangebot
| Linie                            | Strecke                                                                                             | Strecke                                                                | Takt           |
| -------------------------------- | --------------------------------------------------------------------------------------------------- | ---------------------------------------------------------------------- | -------------- |
| RE 28/14                         | Franken-Thüringen-Express: Nürnberg – Fürth – Erlangen – Bamberg – Bad Staffelstein – Lichtenfels – | Coburg – Sonneberg                                                     | 120 Minuten    |
| RE 28/14                         | Franken-Thüringen-Express: Nürnberg – Fürth – Erlangen – Bamberg – Bad Staffelstein – Lichtenfels – | Kronach – Saalfeld                                                     | 60 Minuten     |
| RE 35/38                         | Main-Saale-Express: (Bamberg – Bad Staffelstein –) Lichtenfels – Neuenmarkt-Wirsberg –              | Hof                                                                    | 120 Minuten    |
| RE 35/38                         | Main-Saale-Express: (Bamberg – Bad Staffelstein –) Lichtenfels – Neuenmarkt-Wirsberg –              | Bayreuth (– Nürnberg)                                                  | 120 Minuten    |
| RB 25                            | Bamberg – Bad Staffelstein – Lichtenfels                                                            | Bamberg – Bad Staffelstein – Lichtenfels                               | 60 Minuten     |
| RB 22                            | (Ebermannstadt – Forchheim –) Bamberg – Bad Staffelstein – Lichtenfels                              | (Ebermannstadt – Forchheim –) Bamberg – Bad Staffelstein – Lichtenfels | einzelne Züge1 |
| Stand: Fahrplanwechsel Juni 2024 | |                                                                        |                |

1 werktags verkehren zwei Zugpaare der agilis aus Bamberg (bzw. Ebermannstadt) über Bad Staffelstein nach Lichtenfels und wieder zurück
Talent-2-Züge aus der Baureihe 442 des Franken-Thüringen-Express der Deutschen Bahn ergänzen sich in Richtung Lichtenfels zu einem 60-Minuten-Takt. Der Main-Saale-Express verwendet Dieseltriebwagen der Baureihe 641 oder Neigetechnik-Züge der Baureihe 612. Diese beginnen stündlich im Wechsel entweder in Bamberg oder in Lichtenfels. Somit kommt es in Bad Staffelstein zu einem Zweistundentakt. Jeweils stündlich hält in Bad Staffelstein die Regionalbahn (RB) von und nach Bamberg und fährt alle zwei Stunden über Hochstadt-Marktzeuln weiter nach Kronach. Die RB verkehrt wie der Regionalexpress mit Talent-2-Zügen (Baureihe 442). Werktags verkehren über Bad Staffelstein zwei Zugpaare der privaten Verkehrsgesellschaft agilis von Bamberg (bzw. Ebermannstadt) nach Lichtenfels und in Gegenrichtung. Bedient werden diese von einem Regio-Shuttle der Baureihe 650. Zusätzlich verkehrt werktags ein Frühzug des Main-Spessart-Express von Lichtenfels über Bad Staffelstein nach Bamberg und von dort aus weiter nach Frankfurt. Normalerweise beginnen diese Züge erst in Bamberg.